# Слюсарь, Ирина Дмитриевна
Ирина Дмитриевна Слюсарь (укр. Ірина Дмитрівна Слюсар; род. 19 марта 1963, Днепродзержинск, Днепропетровская область) — советская и украинская легкоатлетка, специалистка по бегу на короткие дистанции. Выступала за сборные СССР и Украины по лёгкой атлетике в 1985—1996 годах, обладательница бронзовых медалей чемпионатов мира и Европы, серебряная и бронзовая призёрка Игр доброй воли, чемпионка Универсиады, многократная победительница первенств всесоюзного и национального значения. Тренер по лёгкой атлетике.

## Биография
Ирина Слюсарь родилась 19 марта 1963 года в городе Днепродзержинске Днепропетровской области Украинской ССР.
Начала заниматься лёгкой атлетикой в 1978 году, проходила подготовку вместе со своей сестрой-близнецом Антониной в Днепропетровске, выступала за добровольное спортивное общество «Буревестник».
Первого серьёзного успеха на взрослом всесоюзном уровне добилась в сезоне 1984 года, когда на чесмпионате СССР в Донецке в беге на 100 метров разделила первое место с Натальей Помощниковой.
В 1985 году на зимнем чемпионате СССР в Кишинёве взяла бронзу в беге на 60 метров, тогда как на летнем чемпионате СССР в Ленинграде с командой «Буревестника» одержала победу в эстафете 4 × 100 метров. Будучи студенткой, представляла Советский Союз на Универсиаде в Кобе, где трижды поднималась на пьедестал почёта: была лучшей на дистанции 100 метров, третьей на дистанции 200 метров и второй в эстафете 4 × 100 метров.
В 1986 году выиграла 60 метров на зимнем чемпионате СССР в Москве, в беге на 200 метров дошла до полуфинала на чемпионате Европы в помещении в Мадриде. На летнем чемпионате СССР в Киеве победила в индивидуальном беге на 100 метров и в эстафете 4 × 100 метров. На Играх доброй воли в Москве в тех же дисциплинах стала пятой и второй соответственно. На чемпионате Европы в Штутгарте дошла до полуфинала в дисциплине 100 метров и помогла соотечественницам выиграть бронзовые медали в эстафете 4 × 100 метров, приняв участие в предварительном квалификационном забеге. Также в этом сезоне отметилась выступлением на IX летней Спартакиаде народов СССР в Ташкенте, где стала бронзовой призёркой на дистанциях 100 и 200 метров, заняла первое место в эстафете.
На Универсиаде 1987 года в Загребе добавила в послужной список серебряные награды, полученные в индивидуальном беге на 100 метров и в эстафете 4 × 100 метров. На чемпионате мира в Риме совместно с Натальей Помощниковой, Натальей Герман и Ольгой Антоновой завоевала бронзовую медаль в эстафете, уступив в финале только командам из США и ГДР.
На чемпионате СССР 1988 года в Таллине выиграла бронзовую медаль в эстафете 4 × 100 метров.
В 1989 году на чемпионате СССР в Горьком вновь стала бронзовой призёркой в эстафете.
В 1990 году выиграла бронзовую медаль в 100-метровой дисциплине на чемпионате СССР в Киеве.
В 1991 году на чемпионате страны в рамках X летней Спартакиады народов СССР в Киеве получила серебро в индивидуальном беге на 100 метров и в эстафете 4 × 100 метров. На последовавшем чемпионате мира в Токио остановилась на стадии полуфиналов, при этом провалила допинг-тест — в её пробе обнаружили следы достаточно редко употребляемого запрещённого вещества стрихнина. В итоге спортсменку дисквалифицировали сроком на три месяца.
После распада Советского Союза Слюсарь осталась действующей спортсменкой и продолжила принимать участие в крупнейших международных стартах в составе украинской национальной сборной. Так, в 1994 году она представляла Украину на Кубке Европы в Бирмингеме, где с соотечественницами превзошла всех соперниц в эстафете 4 × 100 метров. Кроме того, в этом сезоне взяла бронзу на Играх доброй воли в Санкт-Петербурге и заняла четвёртое место на чемпионате Европы в Хельсинки.
В 1996 году была четвёртой в эстафете на Кубке Европы в Мадриде.
Впоследствии в течение многих лет работала тренером по лёгкой атлетике, в частности подготовила победительницу Паралимпийских игр Инну Стрижак и бронзового призёра Паралимпийских игр Никиту Сеника. Удостоена почётного звания «Заслуженный работник физической культуры и спорта Украины».